# تري ألكسندر
تري ألكسندر (بالإنجليزية: Trey Alexander)‏ هو لاعب كرة قدم أمريكي في مركز الوسط، ولد في 3 أبريل 1983 في ميريديان في الولايات المتحدة. لعب مع تشارلستون بيتري وريتشموند كيكرز.